# Valea Mărului
Valea Mărului là một xã thuộc hạt Galați, România. Dân số thời điểm năm 2002 là 3758 người.